# 小行星4468
小行星4468（英語：4468 Pogrebetskij）是一颗围绕太阳公转的小行星。1976年9月24日，尼古拉·切爾尼赫在克里米亚发现了此天体。
这颗小行星的绝对星等为51.28689等。